# Haspres
Haspres är en kommun i departementet Nord i regionen Hauts-de-France i norra Frankrike. Kommunen ligger i kantonen Bouchain som tillhör arrondissementet Valenciennes. År 2022 hade Haspres 2 632 invånare.

## Befolkningsutveckling
Antalet invånare i kommunen Haspres
| Referens: INSEE |